# Tateomys macrocercus
Tateomys macrocercus is een knaagdier uit het geslacht Tateomys dat voorkomt op Celebes. In totaal zijn er acht exemplaren bekend, die zijn gevangen in 1975 tussen 6500 en 7500 voet hoogte op Gunung Nokilalaki. De soort leeft in "mossy forest" (bergregenwoud). De soort komt sympatrisch voor met de enige andere soort van het geslacht, Tateomys rhinogradoides, en met Melasmothrix. Deze soort eet voornamelijk wormen, is ’s nachts actief en leeft op de grond.
T. macrocercus is een kleine, middelgrote, grijsbruine rat met een lange neus, kleine ogen, een zeer lange staart en witte voorvoeten. Het dier is kleiner dan T. rhinogradoides en heeft een veel langere staart. De voeten dragen kortere en smallere klauwen. Ook is de schedel minder verlengd. De vacht lijkt op die van T. rhinogradoides, maar is wolliger en minder fluweelachtig. De staart is van boven donker blauwgrijs en van onder lichtgrijs, soms met donkergrijze vlekken. De meeste exemplaren hebben een witte staartpunt. Anders dan Tateomys rhinogradoides heeft T. macrocercus kleine voorvoeten en lange, smalle achtervoeten. Vrouwtjes hebben 0+2=4 mammae. De kop-romplengte bedraagt 110 tot 120 mm, de staartlengte 160 tot 175 mm, de achtervoetlengte 30 tot 31 mm, de oorlengte 17 tot 19 mm en het gewicht 35 tot 55 gram.
Tateomys macrocercus · Tateomys rhinogradoides